# 개선영화관

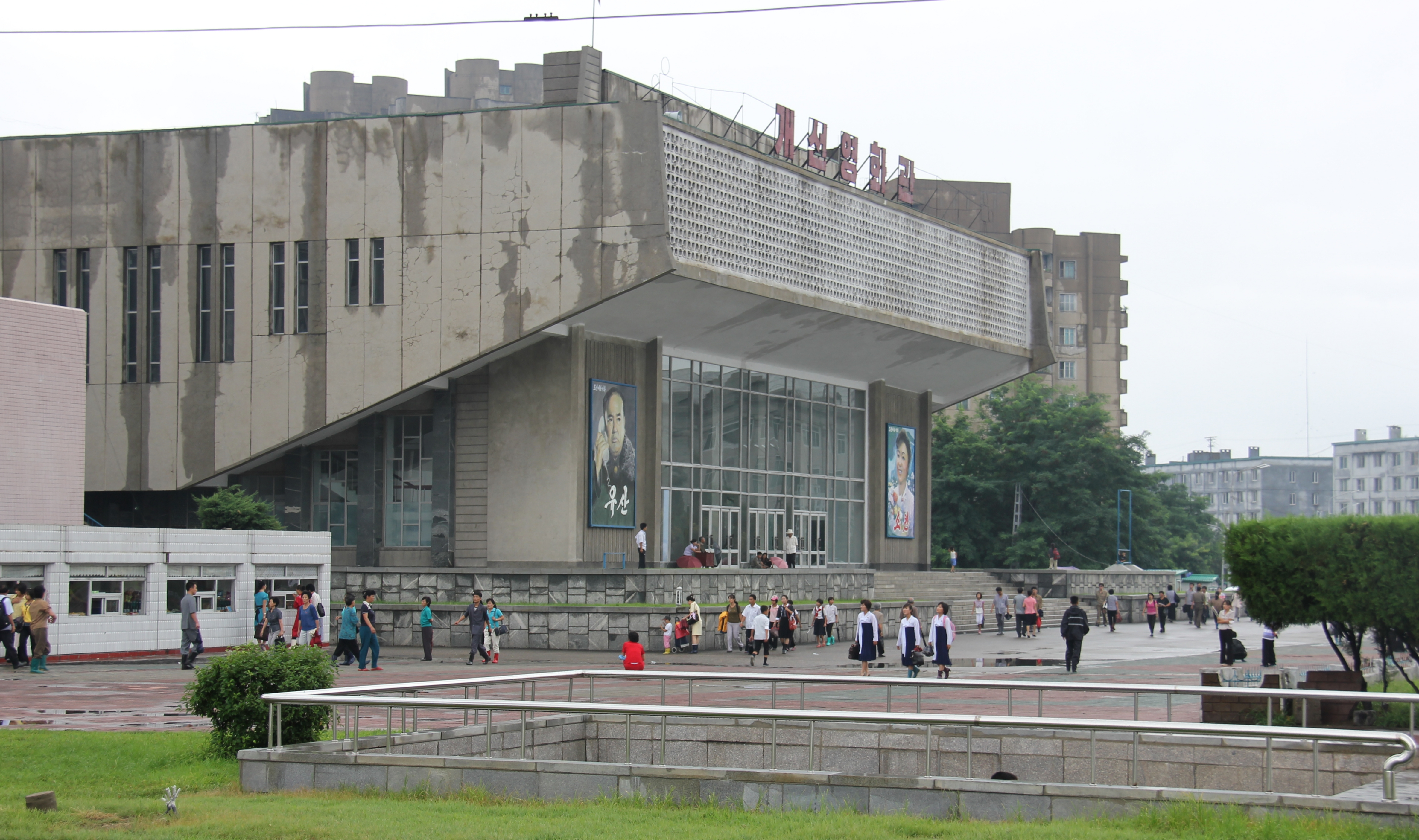
평양시 개선영화관 2012년 8월 모습

개선영화관(凱旋映畵館, 영어: Kaeson Cinema)은 조선민주주의인민공화국 평양직할시 모란봉구역 안상택거리에 있는 영화관으로 1987년에 문을 열었다.
연건축면적은 5,460m2으로 800석 규모의 관람홀과 200석의 관람홀 2개가 있으며 3층 건물로 구성되어 있다. 200석 관람홀에서는 입체영화도 상영할 수 있다. 또한 평양 국제영화축전 기간에는 주요 출품작 영화도 상영된다.

## 같이 보기
- 평양 국제영화축전